# Peel Engineering Company

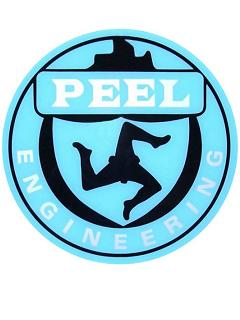
Logo Peel Engineering Company

Peel Engineering Company – firma mieszcząca się na Wyspie Man, zajmująca się głównie produkcją łodzi z włókna szklanego oraz osłon motocyklowych. Wyprodukowała też w latach 1962 - 1966 mikroauta: Peel Manxcar, Peel P50, Peel Trident, większe auto: Peel Viking Sport oraz serię prototypów dla BMC. Były to jedyne jak dotąd wyprodukowane samochody na Wyspie Man; firma skończyła ich produkcję w 1969 roku. Produkowano też, krótkoseryjnie, gokarta: Peel Manxcart.

## West Marine Ltd.
West Marine Ltd. jest nową spółką utworzoną w 1972 przez starych pracowników Peel Engineering Company. Jej szefem został George Gelling, były inżynier Peela. Znajduje się w starej fabryce Peela na nabrzeżu rzeki Neb. Produkuje części łodzi dla fabryki Peela.

## Zobacz też

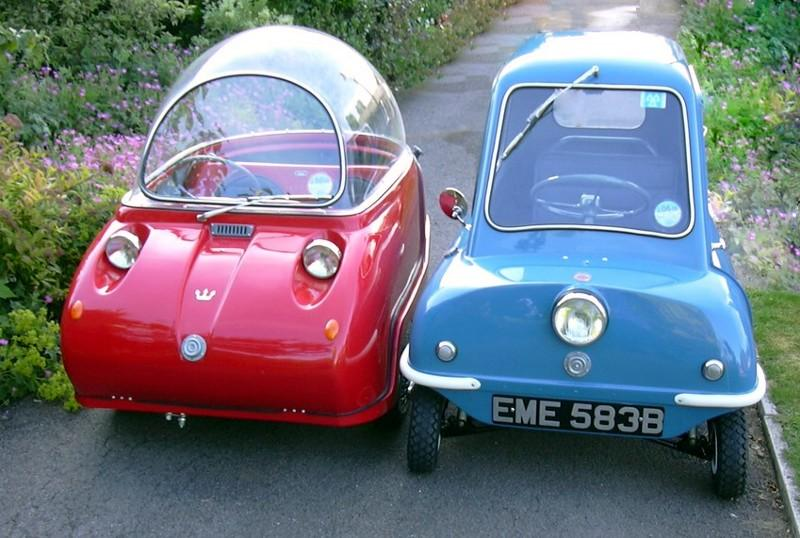
Samochody: Peel Trident (po lewej) i P50 (po prawej)